# Goleszów Górny
Goleszów Górny – przystanek kolejowy w Goleszowie, w województwie śląskim, w Polsce. Znajduje się na wysokości 340 m n.p.m.

## Ruch pasażerski
| Rok  | Wymiana pasażerska na dobę |
| ---- | -------------------------- |
| 2017 | –                          |
| 2022 | 20-49                      |

## Historia
Przystanek został otwarty 21 grudnia 1911 roku w pobliżu cementowni w Goleszowie. Został zlokalizowany niedaleko bocznicy cementowni. Została wówczas wybudowana poczekalnia z kasą wykonana z muru pruskiego oraz budka dróżnika. Po drugiej wojnie światowej w związku ze złym stanem technicznym budowli postulowano wybudowanie nowych obiektów. Dopiero jednak w 1979 roku został postawiony nowy budynek. W obiekcie funkcjonowała ogrzewana poczekalnia oraz dodatkowo większa poczekalnia pozbawiona ogrzewania. W budynku zlokalizowana została także kasa bagażowa. Nawierzchnia peronu składała się z płyt chodnikowych. Po zamknięciu cementowni budynek był dewastowany. W 1999 roku kasa biletowa została zlikwidowana. W połowie 2008 roku obiekt został rozebrany. W grudniu 2009 roku zawieszono przewozy pasażerskie. W ramach rewitalizacji linii do Cieszyna w maju 2020 roku rozebrano elementy peronu. Natomiast w maju 2021 roku rozpoczęto budowę nowej infrastruktury przystanku. We wrześniu 2022 przewozy pasażerskie zostały przywrócone.